# Федлімід Рехтмар
Федлімід Рехтмар — він же Федлімід Рехтайд, Федлімід Законний, Федлімід Несамовитий, Федлімід Суддя (ірл. — Fedlimid Rechtmar, Fedlimid Rechtaid) — верховний король Ірландії. Роки правління: 104–113 рр. н. е. (за Джеффрі Кітінгом) або 110—119 рр. н. е. (за «Хроніками Чотирьох Майстрів»). Син верховного короля Ірландії Туатала Техтмара. Його мати — Байне дочка Скала.

### Прихід до влади і правління
Прийшов до влади в результаті вбивства верховного короля Ірландії уланського походження Мал мак Рокріде, який в свою чергу колись вбив його батька, короля Туатала. Це було проявом кровної помсти — звичаю, що в давні часи панував в Ірландії і був основною причиною нескінченних війн і державних переворотів. Після приходу до влади намагався впорядкувати ірландське звичаєве законодавство, щоб звичай кровної помсти не перетворював Ірландію на арену нескінченних війн. Хоча його і прозвали за це «Законником», «Суддею», але його ідеї звичаєвого законодавства базувалися на принципах «око за око, зуб за зуб». Своє законодавство він будував по принципу таліона (lex talion) — покарання мало відповідати злочину (за вбивство — вбивство і т. д.) Здійснив будівництво дороги навколо столиці Ірландії — Тари та шляхів до Тари з різних куточків Ірландії. Конфліктував з васальним королівством східної Ірландії Ленстер, яке черговий раз відмовилось платити традиційну данину худобою борома. Воював з королем Лейнстеру Ку Корба і вбив його під час битви. Правив протягом дев'яти років і помер своєю смертю в своєму ліжку — на відміну від дуже багатьох свої попередників, які або загинули в бою, або були вбиті в результаті змови. Після його смерті владу успадкував Катайр Мор.

### Родина
Федлімід Рехтмар був одружений двічі

#### Перший шлюб
Дружина — Кнуха Хеннфінн (Cnucha Chennfhinn) дочка Конна Луймнеха (Conna Luimnech).
Від цього шлюбу були діти: Крінна (Crinna)
Фіаха Суїдге (Fiachu Suigde)
Коел
Эохайд Фінн
Круїсіне (Cruisíne)

#### Другий шлюб
Дружина — Уна Оллкрутак дочка Дерга Лоахлайнна (Derg Loachlainn).
Діти від цього шлюбу: Конн Кетхехех — Конн Сто Битв — майбутній верховний король Ірландії.
Крім того, його дочкою від невідомої жінки називають Айфе, яка нібито одружилась зі своїм звідним братом Конном Сто Битв
Фіаха Суїдге — засновник династії Дал Фіахрах Сує, яка була вигнана з Тари і оселилась в Мюнстері серед племені дессі. Прославилась набігами на узбережжя Британії і заснуванням невеликих ірландських королівств та династій в Камбрії (Уельсі) — Дифед, Брекон та в Корнуоллі.
Еохайд Фінн — згадується в ірландських легендах та переказах.